# هوراس کوپ
هوراس کوپ (انگلیسی: Horace Cope؛ ۲۴ مه ۱۸۹۹ – ۴ اکتبر ۱۹۶۱) بازیکن فوتبال بود.
از باشگاه‌هایی که در آن بازی کرده‌است می‌توان به باشگاه فوتبال آرسنال اشاره کرد.